# Sonic Baby
Sonic Baby ist das zweite Album der Punkrock-Band Swoons aus Wolfhagen in Hessen. Die 1994 veröffentlichte CD ist die letzte in der Originalbesetzung mit zwei Sängerinnen.

## Einordnung
Das zweite Album der Swoons unterscheidet sich grundlegend von ihrem Debüt Klaus is dead aus dem Jahr 1992. Auch wenn sich Sonic Baby weiter an melodieorientiertem Punkrock und Bands wie den Ramones orientiert, sind die Songs ausgefeilter, komplexer arrangiert und auch die Tonqualität ist hörbar besser als zwei Jahre zuvor. Musikalisch fallen Tempowechsel, der Einsatz von Reggae-Elementen oder Akustikgitarren auf.
Charakteristisch sind zahlreiche lustige Einspieler: der Song Starship Love-Affair beginnt mit einem Sample aus der Fernsehserie Raumschiff Enterprise, der Opener Swoons-Party mit dem Ausschnitt eines alten Fitness-Programms. Mit Oh, Liebling ist auf dem Album auch ein deutschsprachiges Stück enthalten.
Das Booklet ist durchgehend verspielt gestaltet. Ein Comic erinnert an die Foto-Love-Story der Jugendzeitschrift Bravo. Auf dem Cover findet sich eine umfangreiche Spielzeugsammlung.
Insgesamt definiert sich die Band als verspielte Teenie-Truppe. Ein Positionierung, die von der Kritik nicht immer positiv aufgenommen wurde. Sonic Baby ist das letzte Album der Swoons in der Originalbesetzung mit zwei Sängerinnen.

## Titelliste
1. Swoons-Party – 2:29
2. Starship Love-Affair – 2:40
3. Scarecrow – 3:39
4. Party Time Lover – 3:50
5. Always – 2:23
6. I don´t know – 3:22
7. Crash and Burn – 2:29
8. Marvellous – 1:23
9. Brown Harry – 2:17
10. Oh, Liebling – 0:54
11. Revolution – 2:51
12. Tears – 3:47
13. Don´t panic – 3:57
14. Daydream – 4:14
15. Always #2 - 15:27

Alle Songs wurden von Stefan Becker und den Swoons geschrieben, außer Always von Kristina Reitze und den Swoons und Crash and burn von den Bangles (Peterson/Sweet).